# U-Bahn-Unfall in Moskau 2014
Bei dem U-Bahn-Unfall in Moskau am 15. Juli 2014 entgleiste ein Zug der Metro Moskau während der Fahrt im Tunnel. Dabei starben 23 Menschen, womit es sich um den schwersten Unfall seit Inbetriebnahme der Moskauer Metro 1935 handelt.

## Ausgangslage
Der Zug bestand aus fünf Einheiten vom Typ Russitsch. Die Fahrzeuge waren erst seit wenigen Jahren in Betrieb. Der Zug war mit etwa 1000 Reisenden im morgendlichen Berufsverkehr auf der „blauen“ Arbatsko-Pokrowskaja-Linie unterwegs. Der betreffende Streckenabschnitt wurde 2008 eröffnet. Nach einem Halt in der Station Park Pobedy – der mit 84 Meter tiefsten im Moskauer Metronetz – fuhr er in Richtung der Station Slawjanski Bulwar weiter und beschleunigte auf 70 km/h. 

## Unfallhergang

Gleisplan mit Unfallstelle

Gegen 8:40 Uhr Moskauer Zeit entgleisten 200 Meter vor der Station Slawjanski Bulwar drei der fünf Doppelwagen des Zuges. Das vorderste Fahrzeug verkeilte sich im Tunnel und wurde völlig zerstört, als die nachfolgenden Fahrzeuge auffuhren. Dabei wurden viele Reisende eingeklemmt.
Die Unfallursache ist noch ungeklärt, die Unfalluntersuchung läuft noch. Ein terroristischer Anschlag wurde sehr bald ausgeschlossen, da vieles für eine technische Ursache des Unfalls spricht. Die Unfallstelle und die gesicherten Spuren lassen derzeit zwei Abläufe wahrscheinlich erscheinen:
1. An der Unfallstelle wurde eine Woche vor dem Unfall eine Weiche eingebaut, die künftig Fahrten durch einen anschließenden Tunnel zu einer Baustelle ermöglichen sollte. Die Weiche war noch nicht in Betrieb genommen und auch noch nicht an die Signalanlage angeschlossen. Deshalb hätte sie verschlossen werden müssen, damit sie nicht verstellbar war. Stattdessen wurde sie aber nur mit einem Draht gesichert. Dieser Draht war nach dem Unfall zerrissen. Die Weiche könnte also durch die Vibrationen durchfahrender Züge verstellt worden sein und so die Entgleisung herbeigeführt haben. Zwei Gleisbauer, die diese vorschriftswidrige Sicherung der Weiche zu verantworten haben, wurden festgenommen.[2]
2. Allerdings wurden bereits 50 Meter vor der Unfallstelle auf einer Länge von 30 Metern an den Schwellen Schrammen festgestellt. Das kann darauf hinweisen, dass sich unter dem Zug etwas verkeilt hatte und mitgerissen wurde. Ob es sich dabei um einen schon im Gleis liegenden Gegenstand, etwa von einem voraus fahrenden Zug, oder ein vom Zug herabfallendes Bauteil gehandelt haben könnte, war in den Trümmern der Unfallstelle nicht mehr festzustellen.[3]

## Folgen
23 Menschen starben, die meisten davon im vordersten, zerstörten Triebwagen. Weitere 217 Menschen wurden darüber hinaus verletzt, davon 55 schwer. Die Moskauer Stadtverwaltung hat Entschädigungen in Höhe von jeweils einer Million Rubel (entsprechend etwa 25.000 Euro) für Angehörige der Todesopfer sowie weitere Entschädigungen je nach Schwere der Verletzungen angekündigt.
Die Reisenden mussten durch den Tunnel evakuiert werden. Der Katastrophenschutz setzte insgesamt über 700 Mann und zehn Hubschrauber ein. Der 16. Juli 2014 wurde in der Stadt Moskau zum Trauertag erklärt. Die Strecke blieb im Bereich der Unfallstelle bis 19. Juli 2014 gesperrt.
Am 22. Juli wurde der bisherige Chef der Metro Iwan Bessedin vom Moskauer Bürgermeister Sergei Sobjanin entlassen. Dmitri Pegow, vorher Leiter der Direktion für Schnellverkehr der Russischen Eisenbahnen, wurde zum neuen Chef der Metro ernannt.